# Llanbedrog

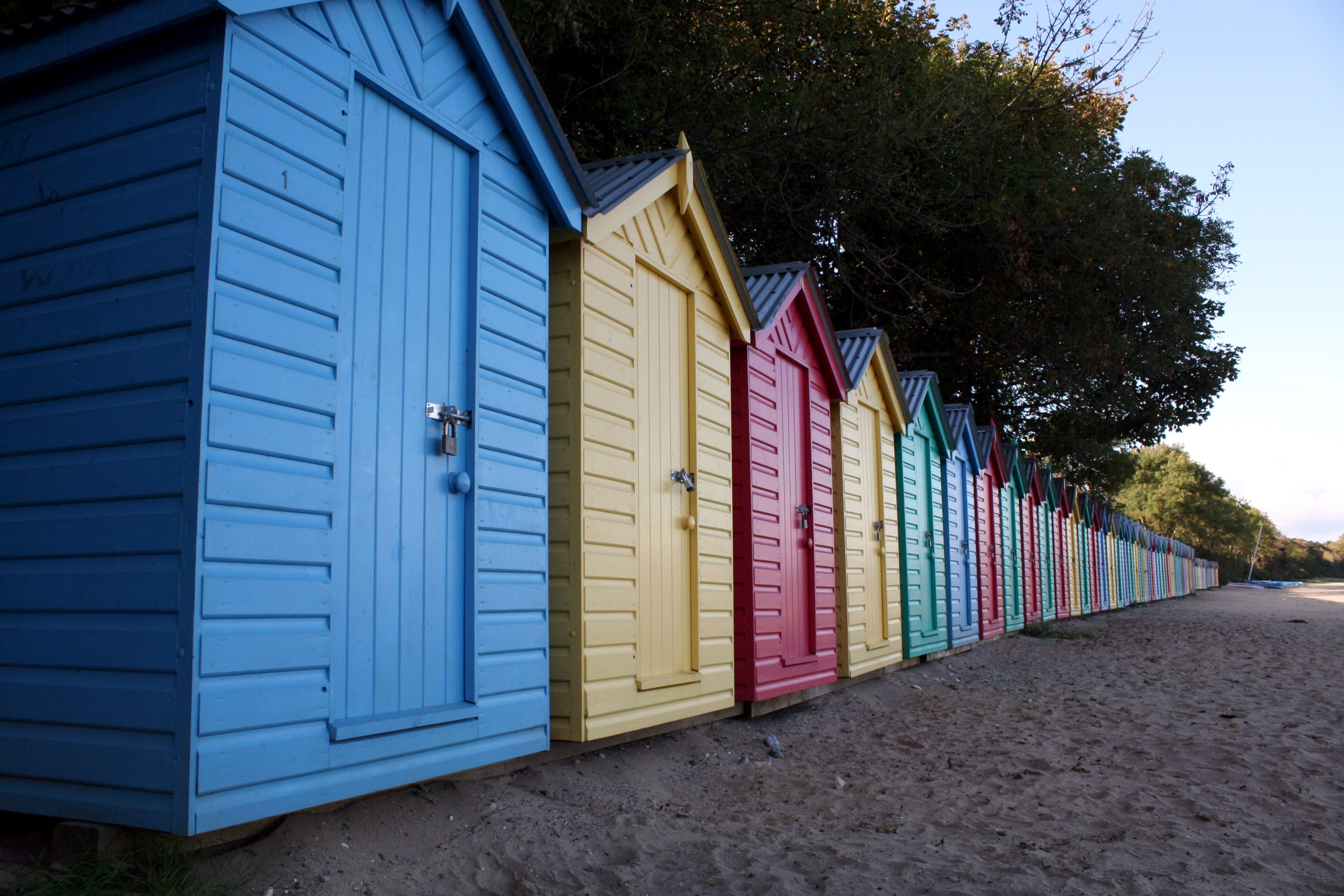
Spiaggia di Llanbedrog

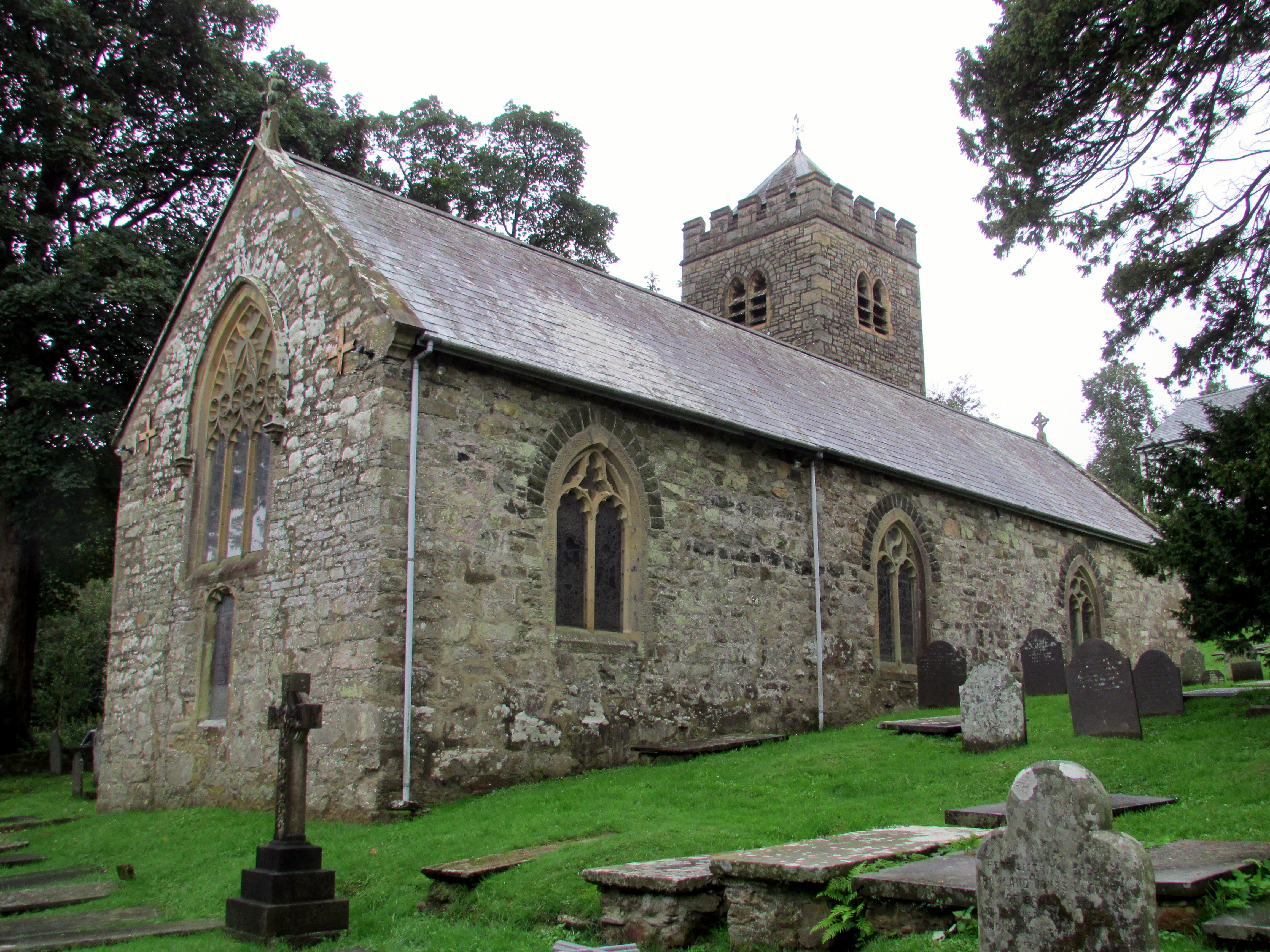
Llanbedrog: la chiesa di San Pedrog

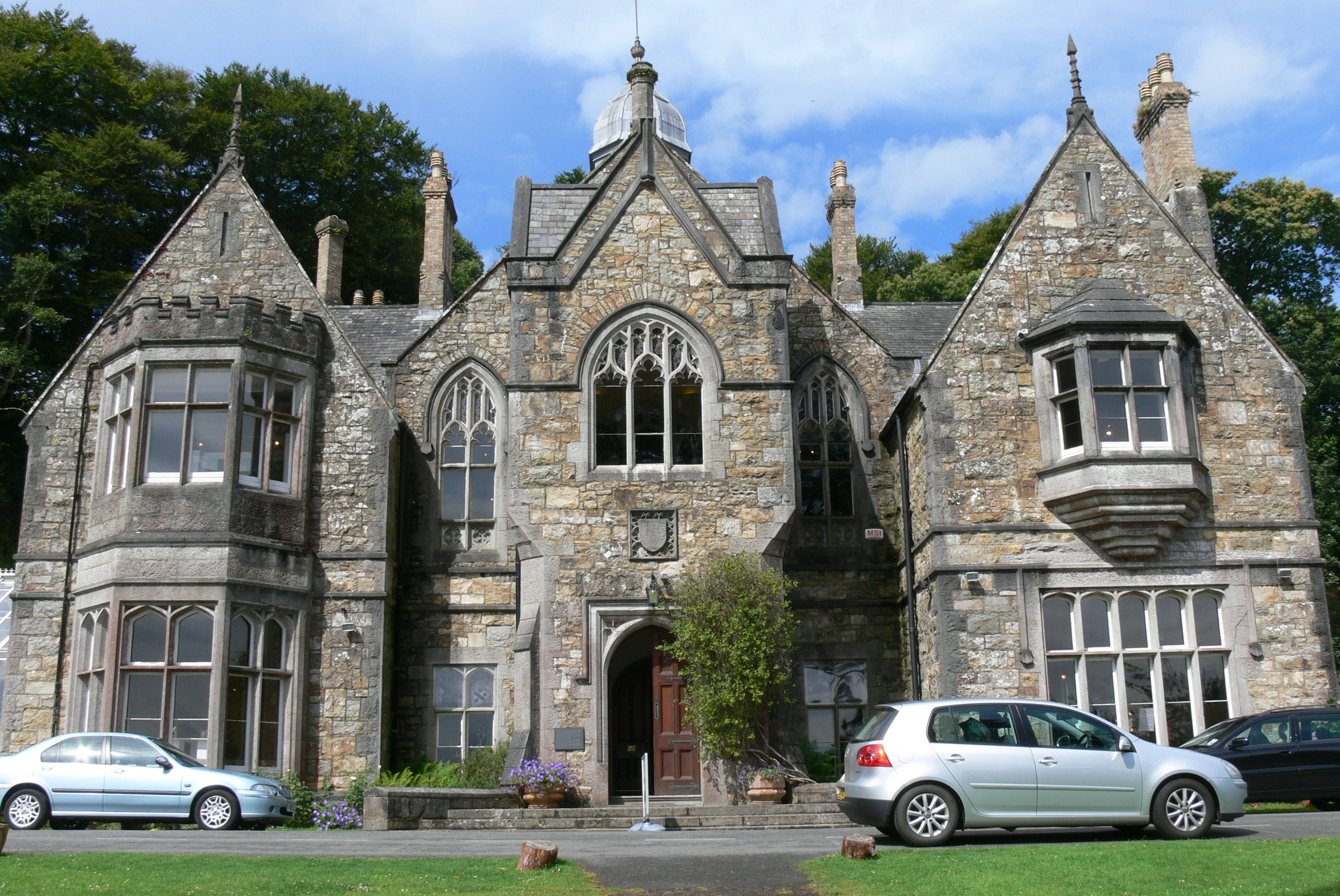
Llanbedrog: Plas Glyn-y-Weddw

Llanbedrog è una località balneare del Galles nord-occidentale, facente parte della contea di Gwynedd e situata nella penisola di Llŷn, dove si affaccia sulla baia di Cardigan (Mare d'Irlanda). La community di Llanbedrog conta una popolazione di circa 1.000 abitanti.

## Geografia fisica
Llanbedrog si trova nella parte sud-occidentale della penisola di Llŷn, ai piedi del monte Tir-y-cwmwd e tra le località di Pwllheli e Abersoch (rispettivamente ad ovest/sud-ovest della prima e ad est/nord-est della seconda).

## Origini del nome
Il toponimo Llanbedrog significa letteralmente "chiesa (llan) di San Petroc".

## Storia
I primi insediamenti nella zona risalgono all'Età del Ferro.
Il villaggio è tuttavia menzionato per la prima volta all'epoca di re Edoardo I.
Nel corso del VI secolo, il principe gallese Petroc fondò una comunità cristiana in loco e fece costruire una chiesa.
Nel corso della guerra civile inglese, si fermarono a Llanbedrog le truppe guidate da Oliver Cromwell, che utilizzarono la chiesa del villaggio come stalla per i cavalli.
Il villaggio conobbe un vero e proprio sviluppo nel corso del XVIII secolo, quando si risvegliò un sentimento religioso, favorito dall'opera di alcuni predicatori quali Hywel Harris.

## Monumenti e luoghi d'interesse

### Architetture religiose

#### Chiesa di San Petroc
Principale edificio religioso di Llanbedrog è la chiesa di San Petroc, risalente probabilmente al XIII secolo e ricostruita ed ampliata agli inizi del XVI secolo.

### Architetture civili

#### Plas Glyn-y-Weddw
Altro edificio d'interesse è Plas Glyn-y-Weddw, una residenza in stile gotico vittoriano, progettata tra il 1856 e il 1857 dall'architetto Henry Kennedy per Lady Elizabeth Caldecot, vedova di Sir Love Jones Parry.
Dagli anni settanta del XX secolo, ospita una galleria d'arte.

## Società

### Evoluzione demografica
Nel 2017, la popolazione stimata della community di Llanbedrog era pari 1.053 abitanti, di cui 543 erano uomini e 510 donne.
La popolazione al di sotto dei 18 era pari a 148 unità (di cui 77 erano i bambini al di sotto dei 10 anni), mentre le persone dai 60 anni in su erano 369 (di cui 163 erano le persone dagli 80 anni in su).
La community ha conosciuto un incremento demografico rispetto al 2011, quando la popolazione censita era pari a 1.002, dato però in calo rispetto al 2001, quando la popolazione censita era pari a 1.020 abitanti.